# ماتيو ريتشي (لاعب كرة قدم إيطالي)
ماتيو ريتشي (بالإيطالية: Matteo Ricci)‏ (4 فبراير 1994 - ) هو لاعب كرة قدم إيطالي في مركز حراسة المرمى. لعب مع نادي إمبولي ونادي ليفورنو.

## وصلات خارجية
- ماتيو ريتشي (لاعب كرة قدم إيطالي) على موقع قاعدة بيانات كرة القدم.إي يو (الإنجليزية)
- ماتيو ريتشي (لاعب كرة قدم إيطالي) على موقع Soccerway.com (الإنجليزية)